# Zentrygon
Zentrygon is een geslacht van de vogelfamilie der Columbidae (Duiven). Het is afgesplitst van het geslacht Geotrygon.
- Zentrygon albifacies – Sclaters kwartelduif
- Zentrygon carrikeri – Carrikers kwartelduif
- Zentrygon chiriquensis – Roodborstkwartelduif
- Zentrygon costaricensis – Costaricaanse kwartelduif
- Zentrygon frenata – Teugelkwartelduif
- Zentrygon goldmani – Goldmans kwartelduif
- Zentrygon lawrencii – Lawrence' kwartelduif
- Zentrygon linearis – Bruine kwartelduif